# Combate de Aldeia da Ponte
O combate de Aldeia da Ponte foi travado durante a sequência de acontecimentos que marcaram a retirada do exército de Wellington quando se encontrava a bloquear a praça de Ciudad Rodrigo, em 1811. Perseguidos pelo “Exército de Portugal” (Armée du Portugal)  sob o comando do Marechal Marmont, os Aliados ocuparam posições defensivas na região montanhosa junto à fronteira entre Portugal e Espanha. Após o combate travado no dia 27 de setembro, Marmont examinou as posições ocupadas pelas tropas de Wellington, decidiu não avançar mais e retirou para Ciudad Rodrigo. Os Aliados recolherem aos seus acampamentos de Inverno não deixando, contudo, de voltar a ocupar posições de vigilância no terreno que antes tinham abandonado.

## Antecedentes
Após o Combate de El Bodón, as forças de Wellington disponíveis na região reuniram-se em Fuenteguinaldo. As forças francesas que executavam a perseguição eram corpos de cavalaria, sob o comando do General Louis Pierre de Montbrun. Ao cair da noite do dia 25, chegaram cerca de 20 mil homens de infantaria e encontravam-se a caminho mais cinco Divisões que já tinham atravessado o Rio Águeda.
Wellington compreendeu que não tinha condições para se defender em Fuenteguinaldo contra uma força tão forte. Ao anoitecer do dia 25, tinha ali reunido as 3ª e 4ª Divisões de Infantaria, a Brigada de Infantaria Portuguesa sob o comando de Dennis Pack e as Brigadas de Cavalaria de Alten, Slade e De Grey, ao todo cerca de 15 mil homens. Montbrun, com a Infantaria que entretanto tinha chegado, reunia um efectivo de 60 mil homens. Wellington só podia contar com mais unidades a partir do dia 26. A Divisão Ligeira chegou a Fuenteguinaldo na tarde deste dia.
Valeu a Wellington a passividade de Marmont que demorou o dia 26 a estudar as posições inimigas e desistiu de atacá-las por entender que, se o comandante britânico oferecia batalha, era porque dispunha da totalidade das suas forças e se encontrava numa boa posição. Por seu lado, Wellington concluiu que uma paragem tão prolongada de Marmont só podia significar que estava à espera de mais reforços e, perante esta situação, decidiu retirar de Fuenteguinaldo. Nesta posição, com a finalidade de manter a fisionomia da frente e, assim, enganar o inimigo, ficou a Divisão Ligeira e o 1st Hussards (1º Regimento de Hussardos) da KGL. Marmont pensou que Wellington iria manter-se em Fuenteguinaldo e, como não tencionava atacá-lo, ao fim do dia deu ordem de retirada para Ciudad Rodrigo.
As forças Aliadas em retirada marcharam em duas colunas em direcção a Alfaiates. Uma dirigiu-se pela estrada principal, por Casillas de Flores e Forcalhos. A outra seguiu por um caminho secundário, através de Aldeia da Ponte. Só depois da meia noite os Franceses se aperceberam que os Aliados tinham abandonado as posições. Marmont deu ordem para a cavalaria de Montbrun e de Pierre Watier e as divisões de Paul Thiébault e de Joseph Souham, que ainda se mantinham nas proximidades, seguirem e vigiarem o exército de Wellington. Marmont teve de manter-se a uma distância razoável de Wellington enquanto não dispusesse de mais infantaria além dos 11 mil homens das duas divisões que não tinham seguido para Ciudad Rodrigo.
Entretanto, na manhã do dia 27, juntaram-se ao corpo principal de forças de Wellington, as 1ª, 5ª, 6ª e 7ª Divisões. O exército Aliado dispunha agora de uma força de aproximadamente 45 000 homens e à sua frente encontrava-se uma cortina formada por três Brigadas de Cavalaria (Alten, Slade e De Grey).
As forças francesas seguiram em duas colunas pelos mesmos itinerários que as forças em retirada: Montbrun e Souham seguiram pela estrada principal e Watier e Thiebault seguiram em direcção a Aldeia da Ponte. A coluna de Montbrun atingiu Alfaiates perto do meio dia de 27 e encontrou à sua frente a Divisão Ligeira, a 5ª Divisão e a Cavalaria de Alten. Montbrun decidiu que não tinha condições para atacar esta força. Watier foi obrigado a parar frente a Aldeia da Ponte pelos postos de vigilância da 4ª Divisão e pelos Dragões de Slade e decidiu esperar pela Divisão de Thiebault e este assumiu o comando da totalidade da força.

## O campo de batalha
Aldeia da Ponte situa-se a cerca de 16 Km de Fuenteguinaldo e 5 Km de Alfaiates, numa região montanhosa que permite boa observação do terreno circundante e é um ponto de confluência de várias estradas.

## As forças em presença

### As forças anglo-lusas

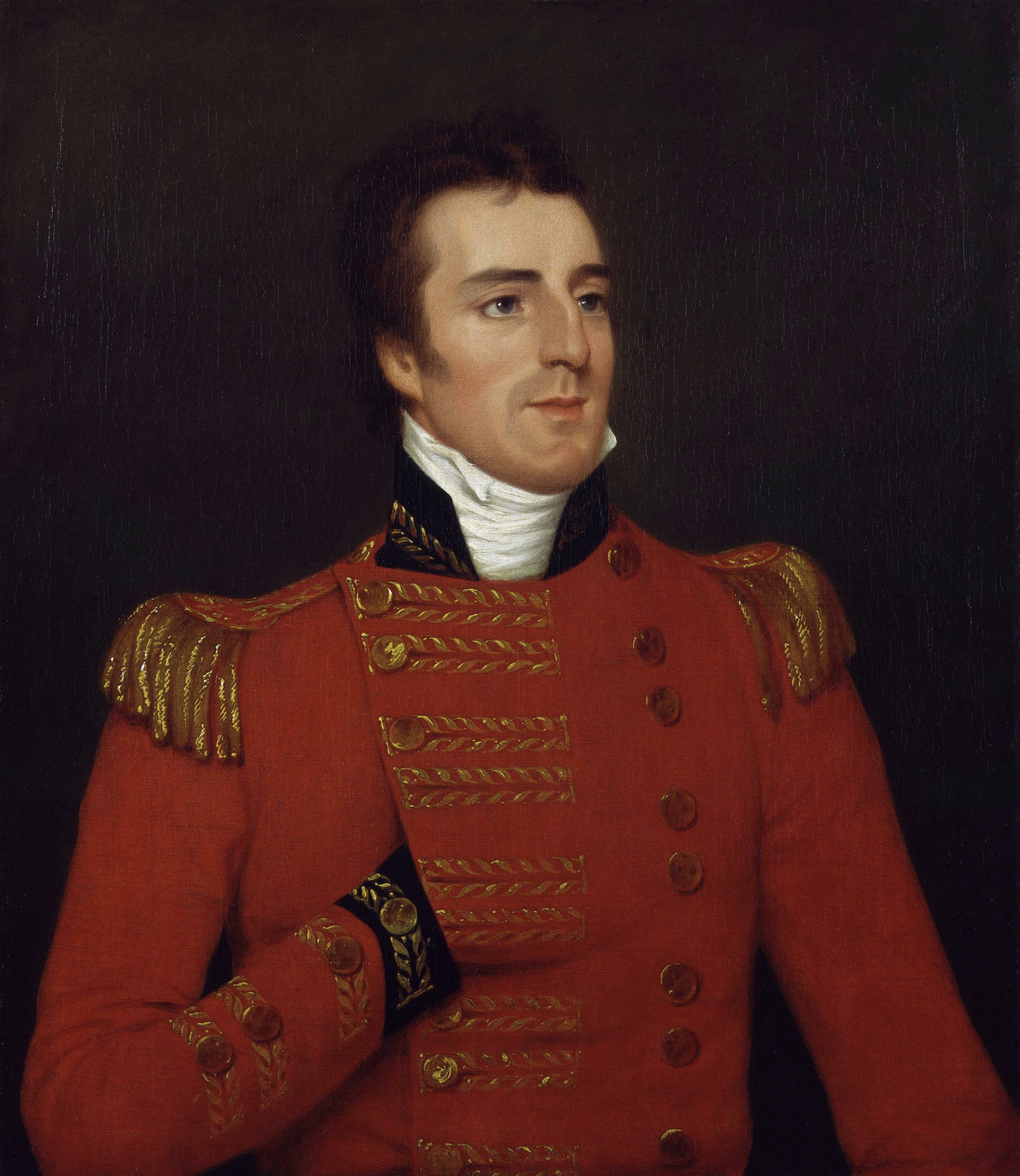
Retrato do tenente general Sir Arthur Wellesley, 1º Duque de Wellington, comandante do Exército Aliado

Wellington dispunha de cerca de 46 000 homens dos quais 17 000 eram portugueses. A sua cavalaria, que incluía 900 portugueses, tinha um efectivo de aproximadamente 3 000 sabres. O seu exército estava organizado da seguinte forma:
- 1ª Divisão de Infantaria, com um efectivo de 4 926 baionetas;[8]
- 3ª Divisão de Infantaria, com um efectivo de 5 277 baionetas;
- 4ª divisão, sob o comando do Major-general Sir Galbraith Lowry Cole, era formada por três brigadas, sendo uma portuguesa, e tinha um efectivo de 6 483 baionetas. Estava organizada da seguinte forma:

- Brigada A (britânica), sob o comando do Coronel Kemmis, com um efectivo de 1 963 baionetas;
- Brigada B (britânica), sob o comando do Coronel Edward Michael Pakenham, com um efectivo de 1 538 baionetas;
- 9ª Brigada de Infantaria portuguesa, sob o comando do Coronel Collin, com um efectivo de 2 982 baionetas, era formada pelos Regimentos de Infantaria 11 (dois batalhões) e 23 (dois batalhões) e pelo Batalhão de Caçadores 7;
- 5ª Divisão, com um efectivo de 5 005 baionetas;
- 6ª Divisão, com um efectivo de 5 687 baionetas;
- 7ª Divisão, com um efectivo de 5 102 baionetas;
- Divisão Ligeira, com um efectivo de 4 200 baionetas;
- O corpo de cavalaria, sob o comando do Major-General Stapleton Cotton, com um total de 4 026 sabres organizados em seis brigadas sendo duas portuguesas (formavam uma Divisão com 1 014 sabres). As brigadas britânicas eram comandadas por Slade, Alten, Anson e De Grey;
- O corpo de artilharia era constituído por três baterias de artilharia a cavalo britânicas e oito baterias de artilharia de campanha, sendo uma da KGL e cinco portuguesas.

### As forças francesas
As tropas francesas presentes na região, pertenciam ao exército do Marechal Marmont (Exército de Portugal) e do General Dorsenne (Exército do Norte). Os efectivos presentes, destes dois exércitos, somavam cerca de 56 500 homens, sendo 27 500 de Marmont e 29 000 de Dorsenne. O comando destas forças pertencia ao Marechal Marmont. Nos combates em Aldeia da Ponte estiveram presentes cerca de 12 000 homens.

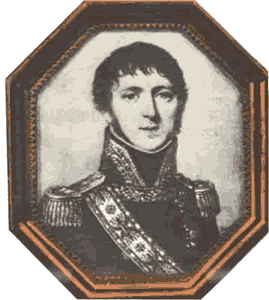
General Paul François Adrien Henri Dieudonné Thiébault, comandante das forças francesas no primeiro ataque a Aldeia da Ponte

- O Exército de Portugal, que o Marechal Marmont herdou de Massena, estava organizado em seis divisões de infantaria, um corpo de cavalaria ligeira e  outro de dragões. No total eram 32 467 homens de infantaria, 3 341 de cavalaria e 2 875 de artilharia, trens, engenharia, etc. Em Aldeia da Ponte estiveram presentes, primeiro a Brigada de Cavalaria Ligeira de Watier e, mais tarde, os Dragões sob o comando de Montbrun;
- O Exército do Norte, sob o comando do General Dorsenne era o maior exército francês em Espanha (em 15 de Julho tinha 88 442 homens prontos para o serviço). No entanto, a maior parte destas forças tinham o encargo de guarnecer um conjunto de praças no Norte de Espanha em que era obrigado a empenhar muitos efectivos. Para o apoio dado ao Exército de Portugal foram empenhados 27 000 homens de infantaria e 2 000 de cavalaria.[11] Na acção de Aldeia da Ponte participou uma Divisão de Infantaria sob o comando do General Thiébault, constituída por duas brigadas, e, mais tarde, outra sob o comando do General Souham.

## O combate
A povoação de Aldeia da Ponte ficava à frente da linha defensiva que Wellington tinha planeado utilizar mas estava próxima e a sua posse conferia vantagens em termos de observação e controlo de estradas. Wellington decidiu, por isso, mantê-la o mais possível e guarneceu-a com as companhias de infantaria ligeira da Brigada de Packenham, da 4ª Divisão. As vantagens da posse da povoação também não passaram despercebidas a Thiébault que decidiu atacá-la com três batalhões. Um batalhão atacou directamente a povoação e os outros dois tornearam-na pelos flancos. As companhias ali presentes foram obrigadas a retirar deixando Aldeia da Ponte na posse dos Franceses.

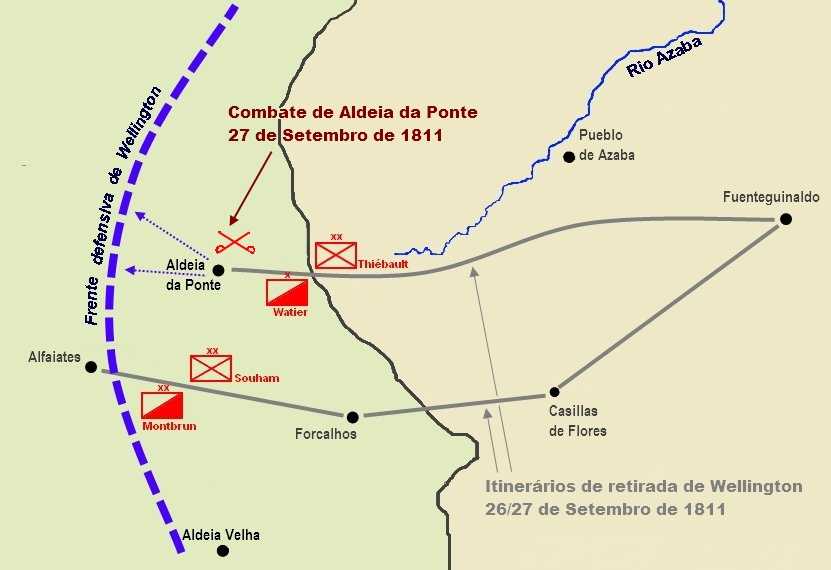
Mapa com a representação dos itinerários de retirada de Fuenteguinaldo, da linha geral defensiva do Exército Aliado e das unidades francesas envolvidas nos ataques a Aldeia da Ponte

Dado que os efectivos franceses sob o comando de Thiébault não eram fortes – apenas estava presente uma Divisão de Infantaria e a Brigada de Cavalaria de Watier – Wellington decidiu manter a posse da povoação e tomou a iniciativa: fez avançar contra os Franceses toda a Brigada de Packenham, em linha, flanqueada por dois batalhões portugueses em coluna. Aldeia da Ponte foi recuperada.
Ao anoitecer, Montbrun e Souham juntaram-se a Thiébault.  Souham era o oficial mais antigo presente e determinou lançar novo ataque precisamente quando a luz começava a desaparecer. Não desejando empenhar-se demasiado num combate à noite, Wellington nem reforçou as tropas em Aldeia da Ponte nem permitiu a realização de um contra-ataque. Assim, apenas se registaram alguns combates entre a cavalaria de Slade e a de Watier, sem baixas significativas. Wellington aproveitou a noite para recuar para as posições que tinha previsto inicialmente, deixando Aldeia da Ponte na posse dos Franceses.
Wellington ocupava agora a posição que tinha previsto inicialmente. À sua retaguarda ficava o terreno onde tinha sido travada a Batalha do Sabugal. A posição tinha cerca de 11 km de frente e estendia-se entre Aldeia Velha até à ponte de Rapoula. Mantinha uma reserva que estava posicionada a ocidente de Alfaiates e foram tomadas as disposições necessárias para cobrir uma eventual retirada.  Marmont, que entretanto tinha chegado a Aldeia da Ponte, viu que Wellington tinha reunido o seu Exército numa posição muito forte. Conhecendo a capacidade de Wellington para aproveitar bem uma boa posição defensiva e sabendo que, apesar da probabilidade de obter sucesso, não tinha condições para efectuar uma perseguição num terreno montanhoso onde não encontraria abastecimentos para as suas tropas, Marmont decidiu não atacar e deu ordem de retirada para Ciudad Rodrigo.
Wellington manteve as suas posições até ao dia 29 e então deu ordens para as suas unidades retirarem para os seus acampamentos. Voltou a ocupar as posições de Fuenteguinaldo. Os Franceses também seguiram para os seus quartéis de Inverno. Marmont, depois de se separar do Exército do Norte, colocou as suas forças em Almaraz e Ávila.
Nos combates em Aldeia da Ponte, os Aliados sofreram 100 baixas (14 mortos, 77 feridos e 9 desaparecidos), sendo 76 da Brigada de Packenham, 13 dos Batalhões portugueses que cobriam os flancos, 10 na Cavalaria de Slade e 1 da Artilharia britânica. Thiébault comunicou 150 baixas.